# 이리에 유
이리에 유(入江 悠, 1979년 ~)는 일본의 영화 감독이다. 가나가와현 요코하마시에서 태어나 사이타마현 후카야시에서 자랐다. 소속사는 돈규구라부이다.

## 작품

### 영화
- 2009년 《거기엔 래퍼가 없다》 (원제: SR: 사이타마의 래퍼)
- 2010년 《SR: 사이타마의 래퍼 2》
- 2011년 《신성 카마테짱!》
- 2012년 《SR: 사이타마의 래퍼 로드 사이트의 도망자》

### 드라마
- 2011년 《동기》 (WOWOW / 마츠다 류헤이, 다케나카 나오토 등)
- 2011년 《브루투스의 심장》 (후지 TV / 후지와라 타츠야, 카토 아이 등)
- 2012년 《클로버》 (TV 도쿄 / 카쿠 켄토, 아리무라 카스미 등)

### 뮤직 비디오
- not yet 〈슈마쓰 not yer 이리에 유 감독ver〉 (2011년)
- 스네오헤어 〈期待はずれの空模様〉 (2011년)